# El Chino
El Chino är en ort i Mexiko.   Den ligger i kommunen Miahuatlán de Porfirio Díaz och delstaten Oaxaca, i den sydöstra delen av landet, 400 km sydost om huvudstaden Mexico City. El Chino ligger 1 592 meter över havet och antalet invånare är 154.
Terrängen runt El Chino är kuperad norrut, men söderut är den platt. Runt El Chino är det ganska tätbefolkat, med 70 invånare per kvadratkilometer. Närmaste större samhälle är Miahuatlán de Porfirio Díaz, 8,3 km söder om El Chino. Omgivningarna runt El Chino är en mosaik av jordbruksmark och naturlig växtlighet.